# Драгомир Матеев
Драгомир Матеев Стефанов е български лекар, физиолог, член-кореспондент на Българската академия на науките (1961).

## Биография
Роден е на 12 май 1902 г. Негов брат е футболистът Гено Матеев. Драгомир също играе като централен нападател за Левски до 1927 г.
Един от основателите и завеждащ катедрата по физиология към Висшия институт за физическа култура (1944 – 1962). В периода 6 ноември 1945 – 30 юни 1962 г. е ректор на Института, днес Национална спортна академия. Между 1950 и 1957 г. е директор на Централния научноизследователски институт по физическа култура. От 1963 до 1971 г. е ръководител на Центъра по геронтология и гериатрия към Министерството на народното здраве. В периода 1967 – 1971 г. е директор на Института по физиология при БАН. Между 1964 и 1971 г. е главен секретар на Българския олимпийски комитет.
Носител на званията „Заслужил деятел на физкултурата“ (1951) и „Заслужил лекар“ (април 1967). Умира на 28 декември 1971 г.
Драгомир Матеев е автор на първата българска книга за „медико-биологичните основи и спортно-медицинските аспекти на физическите упражнения“. Съпруга: Д-р Ружа Матеева; Деца: Академик Матей Матеев, Доцент д-р Ганчо Матеев и Доцент Светлана Петкова, Доктор.